# Tratado de Gulja
O Tratado de Gulja em uigur: غۇلجا; romaniz.: Gulja), Culja (em cazaque: قۇلجا; romaniz.: Qulja) ou Iningue (em chinês: 伊宁; romaniz.: Yining (pinyin) ou Ining (Wade-Giles)) foi celebrado entre a China e o Império Russo em 1851, na cidade de Gulja, para regular o comércio entre os dois países, em um contexto no qual o Império Russo se expandia no Cazaquistão e na Ásia Central e a China estava sob crescente influência estrangeira, após a Primeira Guerra do Ópio.
A partir da década de 1840, comerciantes oriundos do Império Russo passaram a atuar na região do Vale do Rio Ili e em Tarbagatai, também conhecido como Chuguchaca, apesar de tal atividade não ser permitida pela Dinastia Chingue que proibia o comércio com estrangeiros naquelas cidades. Naquela época o comércio com os chineses tinha que ser realizado em Kyakhta, conforme previa o Tratado de Kyakhta de 1727 .
Os russos tinham interesse em adquirir chá preto e produtos têxteis e queriam autorização para realizar suas atividades em outras localidades. Tal atividade foi legalizada por meio do Tratado de Gulja em 1851.
O Tratado concedeu aos russos a possibilidade de estabelecer instalações comerciais e residências oficiais na região de Sinquião. Também determinou que os russos não estavam sujeitos à lei chinesa, mas se sujeitariam à autoridade do cônsules russos em Chuguchak, atualmente conhecida como Tacheng, e em Gulja. O tratado foi seguido por uma expansão acelerada da Rússia na Ásia Central.

## Ligação Externa
- Texto completo (em inglês)